# Matilde Marquina García
Matilde Marquina García (1904-1986) fue directora de la Residencia de Señoritas entre 1940 y 1952.

## Biografía
Marquina se propuso mantener una continuidad con el espíritu de la Residencia de Señoritas, en el marco de "readaptación" de la institución a las nuevas formas políticas, sociales y educativas que se estaban imponiendo en España en los años 40, y que llevaron al cambio del nombre de la institución por Colegio Mayor Teresa de Cepeda, primeramente, y Colegio Mayor Teresa de Jesús más tarde (1942). Con esta finalidad, mantuvo como secretaria a Eulalia Lapresta, secretaria de María de Maeztu, y como responsable de la biblioteca a Enriqueta Martín. A pesar de los cambios oficiales de nomenclatura, a efectos prácticos, se siguió hablando de Residencia de señoritas, apareciendo este nombre tanto en prensa como en algunos documentos oficiales.
Marquina, antigua residente de la Residencia de Señoritas, asidua de las actividades culturales de la capital madrileña, fue miembro de la Sección Femenina. Su nombramiento contó con el apoyo de Pilar Primo de Rivera Fue cesada en 1952 y sustituida, nuevamente con el apoyo de Pilar Primo de Rivera, por otra mujer de la Sección Femenina: Vicky Eiroa Rey. Marquina fue, a continuación, nombrada vocal del Instituto de Enseñanza Profesional de la Mujer.
En 1972 fue auxiliar administrativa del Instituto Nacional de Enseñanza Media a Distancia.

## Reconocimientos
En 2020, fue incluida dentro del proyecto "Mujeres Investigadoras en los Archivos Estatales (1900-1970)" para la descripción archivistica y creación de un micrositio especifico en el Portal de Archivos Españoles (PARES), desarrollado entre 2020-2023. Este proyecto ha sido impulsado por la Subdirección General de Archivos Estatales, con el objetivo visibilizar la labor de investigación realizada en España por las mujeres en el intervalo 1900-1970 partiendo de los registros documentales que se conservan en los Archivos de Gestión de los AAEE del Ministerio de Cultura (el Archivo Histórico Nacional, el Archivo de la Corona de Aragón, el Archivo General de Simancas, el Archivo General de Indias, el Archivo de la Real Chancilleria de Valladolid, el Archivo General de la Administración y el Centro de Información Documental de Archivos).